# Municipio de Jay (Pensilvania)
El municipio de Jay (en inglés, Jay Township) es un municipio del condado de Elk, Pensilvania, Estados Unidos. Tiene una población estimada, a mediados de 2022, de 1922 habitantes.

## Geografía
Está ubicado en las coordenadas 41°19′9″N 78°29′8″O / 41.31917, -78.48556 (41.319186, -78.485503).

## Demografía
Según la estimación 2018-2022 de la Oficina del Censo, los ingresos medios de los hogares son de $66,711 y los ingresos medios de las familias son de $76,652. Alrededor del 10.1% de la población está por debajo de la línea de pobreza.